# Varrone Ducci
Varrone Ducci (Firenze, 27 ottobre 1898 – Firenze, 24 luglio 1945) è stato un politico italiano.

## Biografia
Nato a Firenze nel 1898, esercitò la professione di avvocato.
Fu nominato podestà di Arezzo l'11 novembre 1939 e rimase in carica fino alle dimissioni del 31 agosto 1943, finendo poi sostituito dal commissario prefettizio Mariano Maculani.
Morì a Firenze il 24 luglio 1945.